# 무안반도
무안반도(務安半島)는 전라남도 서남권에 위치한 직사각형 모양의 반도다. 너비는 대략 20km이다.  무안반도 북쪽에는 함평만, 서쪽에는 다도해를 포함한 황해(서해), 동쪽에는 영산강, 남쪽에는 영산강하굿둑이 있다. 무안반도의 거의 대부분은 무안군이 차지하고 있고, 남쪽 끝에는 목포시, 서쪽 섬지역은 신안군이 자리잡고 있다.

## 자연 환경
반도의 주변은 노령산맥 지맥의 침강으로 인하여 해안선의 출입이 심하고 반도의 서쪽은 다도해를 이룬다. 또한, 간만의 차가 크고 간석지가 넓을 뿐만 아니라, 연안에는 천일염전이 많고 영산강이 유입된 곳으로 평야가 넓게 발달하여 있다. 무안반도에서 제일 높은 산은 무안군 청계면, 몽탄면의 승달산이다.

## 행정구역 통합 문제
- 삼국시대, 통일신라, 고려, 조선을 거치며 하나의 행정 구역이었던 것이 일제강점기 때 무안군 부분에서 목포가 분리되고, 1969년 신안군마저 분군되면서 현재 행정구역이 목포시, 무안군, 신안군으로 쪼개진 상태다. 1995년 지방자치제 시행으로 전국적으로 시/군 통합을 하였지만 이 지역은 여전히 통합되지 못한 상태로 있다.
  - 1910년 무안부가 목포부로 개칭
  - 1914년 목포부 부내면(도시 지역)만 목포부로 분리, 나머지 지역은 무안군으로 개편
  - 1969년, 무안군에서 신안군 분군(섬 지역과 육지 지역 분리), 새로운 무안이라는 뜻에서 신안군의 이름이 지어졌다.
- 1994년, 1995년, 1998년, 1999년 총 3번(1차는 주민의견조사서 교부 문제로 주민투표 자체가 무산)에 걸친 무안반도 통합 주민투표에서 목포시와 신안군 주민은 압도적으로 찬성을 하였으나, 무안군 주민의 반대로 통합이 무산되었다.[2]
- 2009년 정부의 행정구역 자율통합으로 다시 한 번 무안반도 통합 문제가 수면 위로 떠올랐다. 11월 주민여론조사(표본 : 목포 1000명, 무안/신안 각 700명, 집전화 여론조사)에서 무안/신안군 지역 응답자들의 반대가 높게 나와서 통합을 위한 후속 절차가 무산되었다.[3] 이번에는 과거와 달리 무안읍을 제외한 무안군 지역의 일방적인 반대가 많이 수그러들고, 신안군의회 의장이 마을 이장들에게 반대 호소문을 발송하는 등 신안군 지역의 반대 여론 조성 움직임이 있었고, 무안과 신안 지역에 터무니없는 허위사실 현수막이 많이 게시되었다.[4]  그리고, 무안군수가 공무원 동원해 통합 반대 단체에 활동비를 지원한 사실이 드러났다.[5][6]
- 2011년 말, 목포시장/목포시의회가 전라남도지사를 거쳐 지방행정체제개편추진위원회에 무안반도 통합 건의서를 제출하면서 또 다시 통합 문제가 대두되었다.[7] 2012년 4월, 지방행정체제개편추진위원회에서 무안반도 통합은 여론조사를 거치도록 함에 따라,[8] 4월 27일부터 5월 중순까지 약 3주 간 최소 1000명 ~ 최대 1500명을 대상으로 RDD 방식의 CATI(전화 면접)으로 여론조사를 실시한다.[9] 각 지역을 방문해 단체장을 비롯한 지역 인사들이 참석한 간담회 개최, 지역 주민 의견 직접 청취 등을 거쳐 5월 말에서 6월에 통합 후보지가 결정되며, 통합 후보지로 결정되면 2013년 6월에 주민투표를 실시하게 됐지만[10] 2012년 6월 13일 지방행정체제개편추진위원회 발표에서 무안반도가 통합 추진 대상에서 제외됨에 따라 6번째 통합 도전도 물거품이 되었다.[11] 이에 대해, 정종득 목포시장은 "통합의 당초 취지를 살리지 못하고 형평성 마저 상실, 심히 유감스럽다"면서 "국회에 재심의를 요청하겠다"고 밝혔다. 또, 도청이전 예정지역이란 이유로 특별법상 특례를 적용해 충남의 홍성+예산과 경북의 안동+예천은 통합대상에 포함된 반면 도청이전이 완료된 무안반도가 제외된 것은 이치에 맞지 않고, 정부의 '신발전지역 육성을 위한 투자촉진특별법'의 동일한 경제권역인 새만금권과 광양만권은 통합대상에 포함하면서 무안반도를 제외한 것 또한 형평성에 어긋난다는 주장이다.[12] 시민단체들도 전국의 도청 소재지와 예정지는 통합 대상에 포함된 반면, 무안반도만 통합대상에서 제외한 것에 대해 재검토해줄 것을 건의하기도 했다.
- 반면, 무안군은 정작 목포시와 통합하면 세금 인상 및 농촌지역소외가 이루어진다고 반대의사를 나타내면서[13] 자발적으로 시승격을 이루려고 하는 태도를 보이고 있다.[14]

- 현재 목포시 지역은 모든 동들이 찬성 중이다.
- 현재 무안군 지역은 삼향읍을 중심으로 한 일로읍, 청계면을 이루는 남부지역은 통합찬성, 무안읍을 중심으로 하는 북부지역은 통합반대의사를 나타내고 있다.
- 현재 신안군 지역은 예전에는 목포시와 통합에 찬성했지만 지금은 찬성과 반대비율이 유사하고 반대여론이 더 강하다.

## 참고
1. ↑  한국민족문화대백과
2. ↑  네이버 뉴스 라이브러리
3. ↑  정치논리에 통합 물 건너간 ´광양만권-무안반도´
4. ↑  무안반도 통합 찬반 과열 '잡음'
5. ↑  무안군, 통합반대 단체 금품지원 의혹
6. ↑  일부 단체장 공무원 동원, 행정구역 통합반대 운동
7. ↑  무안반도(목포·무안·신안) 통합 재점화
8. ↑  전남 동부권-무안반도 통합 '재점화'
9. ↑  ｢시군구 통합관련 주민 여론조사｣ 실시계획[깨진 링크(과거 내용 찾기)]
10. ↑  무안반도 통합대상 이르면 5월말 결정
11. ↑  6번째 도전 '무안반도 통합' 또 좌절
12. ↑  정종득 시장 "무안반도 통합 재심의 요청" 반발
13. ↑  무안반도 통합 찬반 과열 '잡음'
14. ↑  무안시승격 추진위 발족, "무안반도 통합 안돼"